# 云落镇
云落镇是中华人民共和国广东省揭阳市普宁市下辖的一个乡镇级行政单位，位于市城区西南部，辖区总面积103平方公里，户籍人口63913人（2008年），下辖1个社区和18个行政村。

## 行政区划
赤岗镇下辖以下地区：
云新社区、五斗村、榕树埔村、湖寨村、云楼村、再坑村、中央寨村、大池村、云落村、下埔寮村、九岭村、田心村、后陂村、新星村、古安村、洋角村、红光村、崩坎村和红饶村。